# Католицизм в Афганистане
 Католицизм в Афганистане  или Католическая Церковь в Афганистане  является частью всемирной Римско-Католической Церкви.

## История

### Предыстория
На территории современного Афганистана первые христиане впервые появились в III веке. В V веке здесь были многочисленные несторианские общины, просуществовавшие до XIV века. Христианское предание говорит, что на этой территории проповедовал апостол Фома. 

### Первые католики
Когда в 1581 году веке в страну прибыли иезуиты из Гоа, то они обнаружили здесь небольшие христианские общины, которые считали своим основателем апостола Фому.
Католическая Церковь в Афганистане непрерывно присутствует с XVIII века, когда на службу к местному шаху прибывали европейские наёмники. После вторжения в Афганистан Надир-шаха в XVIII веке в Кабул стали прибывать из Персии католики-армяне, которые в конце XIX века были изгнаны из Афганистана эмиром Абдуррахманом.

### XX век
В 1919 году Италия стала первой страной признавшей Афганистан. В благодарность за этот дипломатический акт, правительство Афганистана разрешило построить небольшую часовню для рабочих-иностранцев, работавших в то время в Кабуле. В 1928 году Римский папа Пий XI добился от афганского правительства разрешения находиться на территории Афганистана католическому священнику, чтобы тот мог заниматься пастырской деятельностью среди католиков-иностранцев. В 1932 году попечение о католиках было поручено монахам из монашеского ордена варнавитов.
Католическая часовня была построена на территории итальянского посольства в 1933 году. В 1950 году эта часовня была перестроена. С 1955 года в Афганистане стали работать монахини из монашеской конгрегации Малых сестёр Иисуса. На территории итальянского посольства действует единственная католическая часовня в Афганистане. С 1990 по 1994 гг. в Афганистане находился только один католический священник Джузеппе Моретти. Во время правления просоветского правительства Мухаммеда Наджибуллы удалось добиться, чтобы в Кабуле присутствовали несколько священников, но из-за падения прокоммунистического правительства политическая ситуация в Афганистане изменилась и священники не приехали в Афганистан. Эскалация гражданской войны в Афганистане и приход к власти талибов вынудили единственного католического священника покинуть страну. После свержения талибов Католическая Церковь возобновила свою деятельность в Афганистане. 

## XXI век
16 мая 2002 года Римский папа Иоанн Павел II учредил католическую миссию Sui iuris для работы среди католиков, проживающих в Афганистане. В 2004 году в Афганистан прибыли монахи из конгрегации «Миссионеры Милосердия», чтобы заниматься здесь благотворительной деятельностью.
В настоящее время в Афганистане действует миссия Sui iuris, работают три монахини в психиатрической больнице Кабула. С 9 мая 2006 года в Кабуле стали работать монахини из конгрегации «Сестры Миссионерки Любви». В 2005 году Афганистан посетил папский нунций. Католическая община Афганистана в основном состоит из иностранцев — сотрудников гуманитарных и благотворительных организаций. В Афганистане присутствует криптохристианство. Некоторые афганцы приняли католицизм на Западе, но, вернувшись на родину, вынуждены скрывать свою веру.
В марте 2006 года в Афганистане состоялся судебный процесс над Абдулом Рахманом, которого приговорили к смертной казни за обращение в католицизм. Это судебное дело вызвало широкий международный резонанс.
В настоящее время дипломатические отношения между Афганистаном и Ватиканом не установлены.

## Источник
- Католическая Энциклопедия, т. 1, изд. Францисканцев, 2002, стр. 410, ISBN 5-89208-037-4